# مقاطعة طرابنش

خريطة توضح موقع مقاطعة تراباني في إيطاليا.

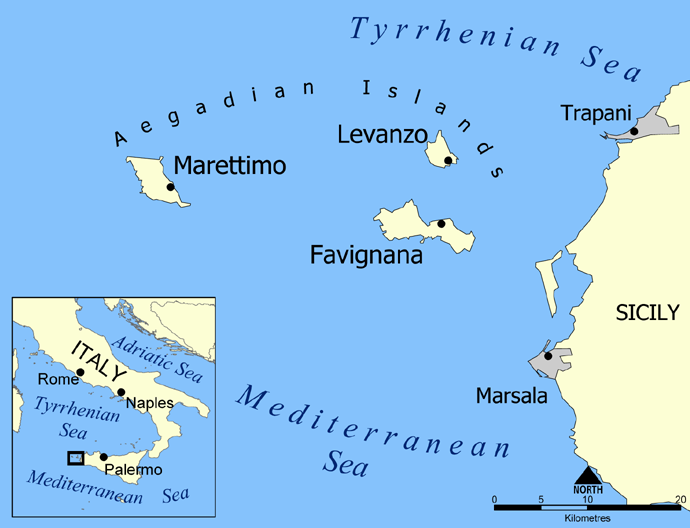
أرخبيل الجزر العقادية تابع للمقاطعة

مقاطعة طَرابنش أو أطرابنش (بالإيطالية: Provincia di Trapani)‏، مقاطعة إيطالية في جزيرة صقلية ذات الحكم الذاتي. وعاصمتها هي مدينة طرابنش. إجمالي عدد سكانها 434.435 وتبلغ مساحتها 2460 كيلومتر مربع وبها هناك 24 مدينة وبلدة. وتقع في أقصى غرب الجزيرة وتحدها من الشرق كل من مقاطعة باليرمو ومقاطعة جرجنت ويواجه من الشمال البحر التيراني ومن الجنوب البحر المتوسط ومن الغرب مضيق صقلية، والأراضي السهلية في المقاطعة قليلة حيث تهيمن التلال مع مترفعات تصل ارتفاع 1000 متر، الجزء الشمالي الغربي أكثر وعورة من الجزء الجنوبي، تضم أرلضي المقاطعة أرخبيل الجزر العقادية (أي جزيرة الراهب وجزيرة اليابسة ومليطمة) وجزيرة قوصرة.

## أهم المدن

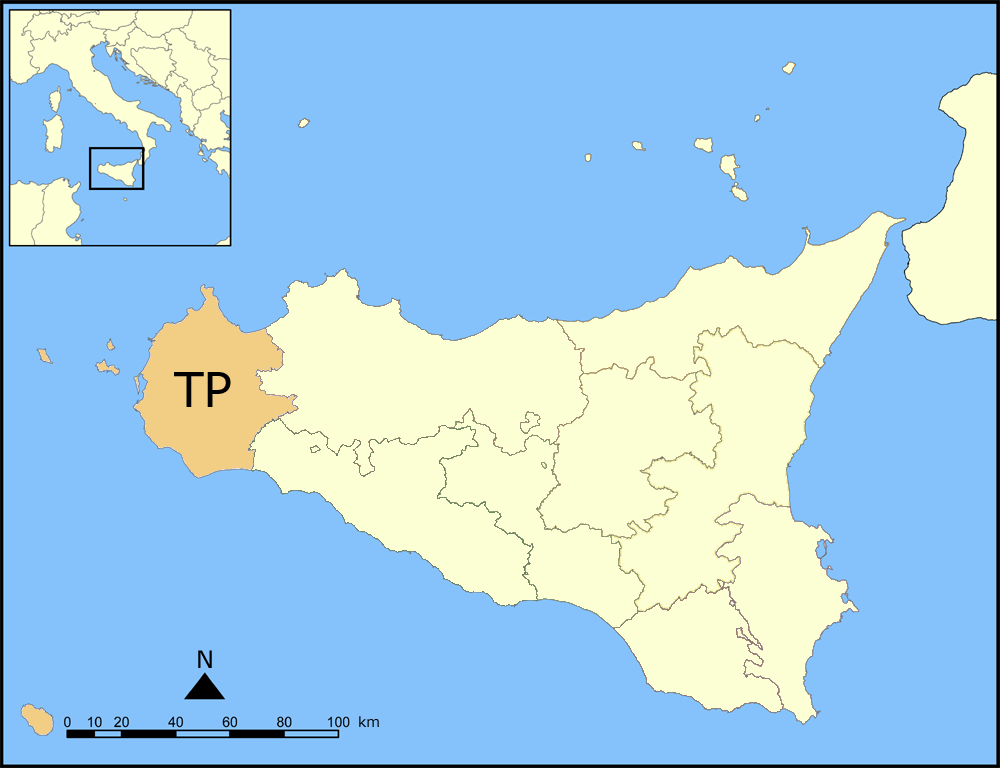
مقاطعة تراباني

| المدينة     | الاسم بالإيطالية | السكان (نسمة) | المساحة (km²) |
| ----------- | ---------------- | ------------- | ------------- |
| مرسى علي    | Marsala          | 80.391        | 241           |
| تراباني     | Trapani          | 70.872        | 271           |
| مازر        | Mazara del Vallo | 50.377        | 275           |
| ألكامو      | Alcamo           | 44.959        | 130           |
| كاستلفترانو | Castelvetrano    | 30.369        | 206           |
| إريتشي      | Erice            | 28.880        | 47            |